# Каліфорнійський кондор
Каліфорнійський кондор (Gymnogyps) — рід птахів-падальників родини катартових (Cathartidae). Рід включає 1 сучасний та 4 вимерлих види, які відомі з плейстоценових відкладень.

## Поширення
Єдиний сучасний вид поширений лише на південному заході США. У плейстоцені рід був поширений ширше, скам'янілі рештки предстаників роду знайдені в Каліфорнії, Нью-Мексико, Флориді, на Кубі і в Перу.

## Види
- Gymnogyps californianus — кондор каліфорнійський
- †Gymnogyps amplus
- †Gymnogyps varonai
- †Gymnogyps howardae
- †Gymnogyps kofordi